# Mineko Iwasaki
Mineko Iwasaki (岩崎 峰子/岩崎 究香?, Iwasaki Mineko; Kyoto, 2 novembre 1949) è stata la più famosa geisha giapponese dei suoi tempi, fino al suo improvviso ritiro avvenuto all'età di 29 anni.
Il suo nome è diventato noto in occidente grazie al suo ruolo di informatrice del romanziere Arthur Golden per il suo Memorie di una geisha, e per la controversia successivamente sorta tra i due dato che Golden aveva violato l'accordo di riservatezza richiesto da Iwasaki, citandola apertamente sia nei ringraziamenti del romanzo che nelle interviste; la donna era stata infatti a sua volta accusata di aver violato l'antico vincolo di segretezza di un mondo tradizionale chiuso in se stesso.
Nel 2002 Iwasaki ha quindi pubblicato la propria autobiografia, redatta con la collaborazione dell'autrice Rande Brown e intitolata Geisha, a life negli Stati Uniti d'America e Geisha of Gion nel Regno Unito (in Italia pubblicata come Storia proibita di una geisha), con la quale ha voluto raccontare e spiegare il vero stile di vita delle geishe e sopperire ai gravissimi fraintendimenti provocati dal romanzo americano.

## Biografia

### Carriera come geisha
Nata con il nome di Masako Tanaka, lasciò la sua casa natale a soli cinque anni per dedicarsi allo studio della danza giapponese tradizionale all'okiya (casa delle geisha) Iwasaki, nel quartiere Gion di Kyoto. Fu legalmente adottata dalla padrona dell'okiya, Madame Oima, e ne prese il cognome, Iwasaki, venendo inoltre scelta come erede della casa (atotori). All'età di quindici anni Iwasaki divenne maiko, ovvero apprendista geisha. A ventuno anni, dopo essersi fatta una reputazione come migliore danzatrice e maiko del Paese, divenne ufficialmente geiko.
Durante la sua carriera Iwasaki intrattenne numerose celebrità e esponenti politici di spicco, sia giapponesi che stranieri, come la Regina Elisabetta II e il Principe Carlo. La sua fama le procurò un vasto stuolo di ammiratori, ma anche invidie e pettegolezzi e addirittura un certo numero di aggressioni fisiche, di cui racconta ampiamente nel suo libro di memorie.
Iwasaki divenne progressivamente stanca del mondo rigidamente tradizionale delle geisha, specialmente a causa di quelle che lei vedeva come limitazioni nell'educazione, e si ritirò in giovane età, a soli 29 anni e all'apice della carriera. Iwasaki aveva sperato che questa mossa agisse come una provocazione, stimolando il mondo che ruotava attorno a Gion a scuotersi e ammodernarsi: tuttavia l'effetto più evidente causato dal suo ritiro fu il corrispondente ritiro di altre settanta geisha che desideravano emularla, tanto che nel suo libro Iwasaki si chiede se non sia anche lei stessa, involontariamente, una delle cause che hanno innescato il forte declino numerico delle geisha negli ultimi anni.
Dal 2 dicembre 1980 è sposata con il pittore e restauratore Jin'ichirō Satō (conosciuto a una mostra d'arte ventitré giorni prima, il 15 ottobre), il quale ha assunto legalmente il cognome della moglie poiché ella doveva diventare il capo della famiglia Iwasaki. Nel settembre 1983 nacque loro figlia Kosuke.

### Controversia con Arthur Golden
Mineko Iwasaki fu una delle geisha che il romanziere Arthur Golden intervistò per il suo libro Memorie di una geisha. Secondo Iwasaki ella aveva acconsentito di fornire informazioni allo scrittore a patto che il suo coinvolgimento nel progetto rimanesse confidenziale. Tuttavia Golden rese pubblico il suo nome non solo citandolo apertamente nei ringraziamenti del suo libro, ma anche in varie interviste su giornali nazionali. Quando il romanzo fu pubblicato e riscosse un grande successo, Iwasaki si ritrovò al centro di pesanti critiche e ricevette addirittura minacce di morte per aver violato il codice di segretezza delle geisha.
Iwasaki si sentì tradita dall'uso fatto da Golden di informazioni da lei ritenute confidenziali, così come dal modo in cui lo scrittore aveva rielaborato tali informazioni, e la donna dichiarò che Memorie di una geisha era un ritratto inaccurato della vera vita di una geiko. Inoltre molti tratti della protagonista del romanzo sono evidentemente modellati sulla figura di Iwasaki, così come molti personaggi ed eventi risultano speculari alle loro controparti reali nella vita dell'ex-geisha, in quanto Golden ha spesso attribuito valenze negative anche a quelle persone e a avvenimenti che invece nella storia reale hanno avuto connotazioni positive.
Iwasaki portò Golden in tribunale con l'accusa di violazione di contratto e diffamazione nel 2001. Nel 2003 un accordo stipulato privatamente tra Iwasaki e la casa editrice di Golden pose termine alla causa in cambio del versamento alla donna di una cifra di denaro non rivelata pubblicamente.

### Autobiografia
In seguito alla fortunata pubblicazione di Memorie di una geisha e alle meno felici vicende che ne seguirono, Iwasaki decise di scrivere lei stessa un proprio libro di memorie in collaborazione con Rande Gail Brown, scrittrice statunitense e famosa traduttrice di opere filosofiche giapponesi. Il libro è stato pubblicato come Geisha, a life negli Stati Uniti e Geisha of Gion nel Regno Unito, ottenendo un buon successo di pubblico e venendo poi pubblicato e tradotto in vari paesi.
In Italia il volume è stato pubblicato per la prima volta nel 2012 da Newton Compton Editori con il titolo Storia proibita di una geisha e la traduzione di Alessandra Mulas. Il libro è stato riedito nel 2016, nel 2018 e nel 2022.